# جوزيف براملت
جوزيف براملت (بالإنجليزية: Joseph Bramlett)‏ هو لاعب غولف أمريكي، ولد في 7 أبريل 1988 في ستانفورد في الولايات المتحدة.

## وصلات خارجية
- جوزيف براملت على موقع رابطة لاعبي الغولف المحترفين (الإنجليزية)
- جوزيف براملت على موقع التصنيف العالمي الرسمي للغولف (الإنجليزية)